# Arroio do Sal
Arroio do Sal egy község (município) Brazíliában, Rio Grande do Sul államban, az óceán és az Itapeva-tó közötti földcsíkon. Népszerű tengerparti üdülőhely. 2021-ben népességét 10 483 főre becsülték.

## Története
A dél-brazil óceánpart nagy részét évezredeken keresztül a tupi-guaraní csoportba tartozó carijó indiánok lakták. A portugál gyarmatosítás során, a 18. században a területet királyi földadományokként (sesmaria) portugál családoknak adták, a környéken pedig három nagy birtok alakult ki: Sítio Itapeva, Estância do Meio, Sítio do Inácio. Estância do Meio a későbbi Arroio do Sal területén helyezkedett el, és idővel ezt is több részre osztották (a 19. század közepén 17 birtokra). A közösségek földműveléssel, szarvasmarha-tenyésztéssel és az Itapeva tavon történő halászattal foglalkoztak; a tengeri halászatot csak az 1920-as évektől kezdték gyakorolni, és csak 1939-től kezdve kezdtek letelepedni az óceánparton. 1988-ban függetlenedett Torres községétől.

## Leírása
Székhelye Arroio do Sal, további kerületei nincsenek. Az Atlanti-óceán és az Itapeva-tó közötti földcsíkon helyezkedik el, Capão da Canoa és Torres közé ékelődve. Népszerű tengerparti üdülőhely, 27 kilométeres homokos partja 60 strandra van felosztva, nyáron az ideiglenes lakosság 90 000 körül van, vagyis a község népessége megtízszereződik. A strandoláson kívül lehetőség van sportolásra (vitorlázás, halászat, szörf, evezés, jetski, labdarúgás) és természeti látványosságok megtekintésére (Tupancy városi park, Itapeva-tó, az indiánokhoz kapcsolódó archeológiai leletek).